# Ophistreptus descarpentriesi
Ophistreptus descarpentriesi är en mångfotingart som beskrevs av Demange 1965. Ophistreptus descarpentriesi ingår i släktet Ophistreptus och familjen Spirostreptidae. Inga underarter finns listade i Catalogue of Life.